# الجندي الصبي
الجندي الصبي هو فيلم حربي روسي من إخراج فيكتوريا فاناسيوتينا وبطولة أندريه أندريف، فيكتور دوبرونرافوف وداريا أورسولاك، صدر الفيلم في 22 فبراير 2019.

## روابط خارجية
- الجندي الصبي على موقع IMDb (الإنجليزية)
- الجندي الصبي على موقع روتن توميتوز (الإنجليزية)
- الجندي الصبي على موقع فيلمافينيتي (الإسبانية)
- الجندي الصبي على موقع قاعدة بيانات الفيلم (الإنجليزية)
- الجندي الصبي على موقع ليتربوكسد (الإنجليزية)
- الجندي الصبي على موقع كينوبويسك (الروسية)